# Время любить
«Вре́мя люби́ть» — макси-сингл российской рок-группы «Северный Флот». Выпущен 19 октября 2017 года. Предшествовал выходу альбома «Иной».

## История создания
Запись сингла проходила с 12 июня по 12 октября 2017 года на петербургской студии «Добролёт». В качестве звукорежиссёра выступил Андрей Алякринский, с которым музыканты «Северного Флота» сотрудничали ещё при записи альбомов группы «Король и Шут». Группа характеризует материал сингла как эксперимент: он был записан в атмосфере творческой импровизации, без ориентиров на какие-либо определённые стили и направления — просто музыка, какой её видят музыканты. По словам группы, эксперимент себя полностью оправдал, поэтому запись третьего полноформатного альбома группы, который будет выпущен вслед за макси-синглом, также будет проходить на «Добролёте» в сотрудничестве с Андреем Алякринским. «Мы, как всегда, находимся в поиске звучания, и решили дать новому материалу новое дыхание. Но при помощи старых друзей. Надеемся, у нас получится лучше, чем задумывалось. Надеемся, что вы, наши слушатели и судьи, будете ждать с нетерпением» — гласит сообщение на официальном сайте группы.
20 октября группа начала гастрольный тур в поддержку макси-сингла. В этот день состоялся концерт-презентация в клубе «Космонавт» в Санкт-Петербурге, а 28 октября — в клубе «Театръ» в Москве.

## Список композиций
Слова и музыка всех песен — Александр Леонтьев.
| №  | Название              | Длительность |
| -- | --------------------- | ------------ |
| 1. | «Время любить»        | 4:13         |
| 2. | «Колыбельная»         | 3:39         |
| 3. | «Странник»            | 3:39         |
| 4. | «Время любить» (Клип) | 4:20         |

- «Время любить» — заглавная композиция сингла. Была представлена раньше других — 25 августа 2017 года. В тот же день состоялась презентация радиоверсии песни в программе «Чартова дюжина» на «Нашем радио»[5]. Александр Леонтьев представил слушателям песню так:

Мелодия на заглавную песню появилась очень давно. Ночью 2 марта 2016 года просто пришла в голову, я вскочил, записал видео на планшет, так как под рукой ничего другого не было, не включая свет, чтобы никого не разбудить. А текст был создан гораздо позже, когда музыка уже приобрела свой окончательный вид и получилась пульсирующей и немного напоминающей звуки внутри огромных часов, которые отмеряют время нашей жизни в данном случае. Вообще тема танца и любви давно искала воплощения в песне. Все последние годы танец постоянно рядом со мной. Старшие дети успешно занимаются. И в зонг-опере TODD — танец важнейшая часть действия. В результате получилась эта песня о движении любви — как о единственном смысле жизни.
16 сентября песня была впервые исполнена на широкой публике на фестивале «Звукоморье» в Великом Новгороде. 24 сентября были проведены съёмки клипа в Москве вместе с поклонниками группы. 11 октября клип был выпущен на официальном канале группы на сайте YouTube. Так прокомментировал новую работу Александр Леонтьев:

Хочу сказать, что я горжусь вами, парни и девушки, не поклонники, но единомышленники «Северного Флота», снявшиеся в клипе, и те, кто хотел сняться, но не смог. Как и было задумано, ваши лица гораздо лучше отражают всю бесконечную красоту и мудрость жизни, чем очередная движущаяся картинка с терзающими свои многострадальные инструменты дарованиями неопределенного возраста. Люблю вас всех.
В качестве режиссёра клипа выступил Сергей Шубин (Art-Lab Studio), главную роль сыграл актёр Дмитрий Савкин.
- «Колыбельная» посвящена младшей дочери Александра Леонтьева — Варе. О создании композиции автор рассказал следующее:

Колыбельная — очень личная песня, посвящённая моей младшей дочери Варе. В прошлом туре, с длинными переездами на автобусе, уставший физически и душевно, как-то раз поздним вечером я получил от неё видео, которое меня очень растрогало и придало сил. И почти сразу родился припев будущей песни. Детский голос в ней — Варин, это не отрепетированная постановка, он с того самого видео, полученного мной очень вовремя.
Впервые исполнена 20 октября 2017 года на концерте-презентации макси-сингла в клубе «Космонавт» в Санкт-Петербурге.
- «Странник» — по словам А. Леонтьева имеет личностный и автобиографичный подтекст. Впервые исполнена 20 октября 2017 года на концерте-презентации макси-сингла в клубе «Космонавт» в Санкт-Петербурге. 12 января 2018 года песня дебютировала в хит-параде «Чартова дюжина» на «Нашем радио». Перед радиопремьерой А. Леонтьев рассказал о ней следующее:

Песня начиналась, написана и вдохновлена изрядным количеством самоиронии. Я бы даже сказал самобичевания. Она начиналась как история о том, как я лично постоянно, по ночам, когда дома тихо, лазаю в интернете, смотрю какие-то новейшие способы разведения огня в зимнем лесу... Какие-то уроки выживания и так далее... Смотрю на различное снаряжение и меня дико подрывает на самом деле куда-нибудь уехать в тишь, в глубь, в тайгу. Прямо хочется куда-то подорваться... Следующий день приносит обычную рутину. То есть дальше желания это дело не идёт. Понятно что смысл песни несколько более широкий, но изначально я был мотивирован вот этим фактом.
Песня в течение 10 недель находилась в «Чартовой Дюжине», и достигала, максимум, 4-го места.

## Участники записи
Группа «Северный Флот»:
- Александр Леонтьев — вокал, ритм-гитара, автор музыки и текстов;
- Яков Цвиркунов — соло-гитара;
- Александр Куликов — бас-гитара;
- Павел Сажинов — клавишные;
- Александр Щиголев — ударные.

Приглашённый участник:
- Роман Парыгин — труба (2).

Запись, сведение и мастеринг — Андрей Алякринский.
Автор обложки — Артём Казьмин.